# Altertheimer Weg
Altertheimer Weg ist ein Wohnplatz auf der Gemarkung des Großrinderfelder Ortsteils Gerchsheim im Main-Tauber-Kreis im fränkisch geprägten Nordosten Baden-Württembergs.

## Geographie

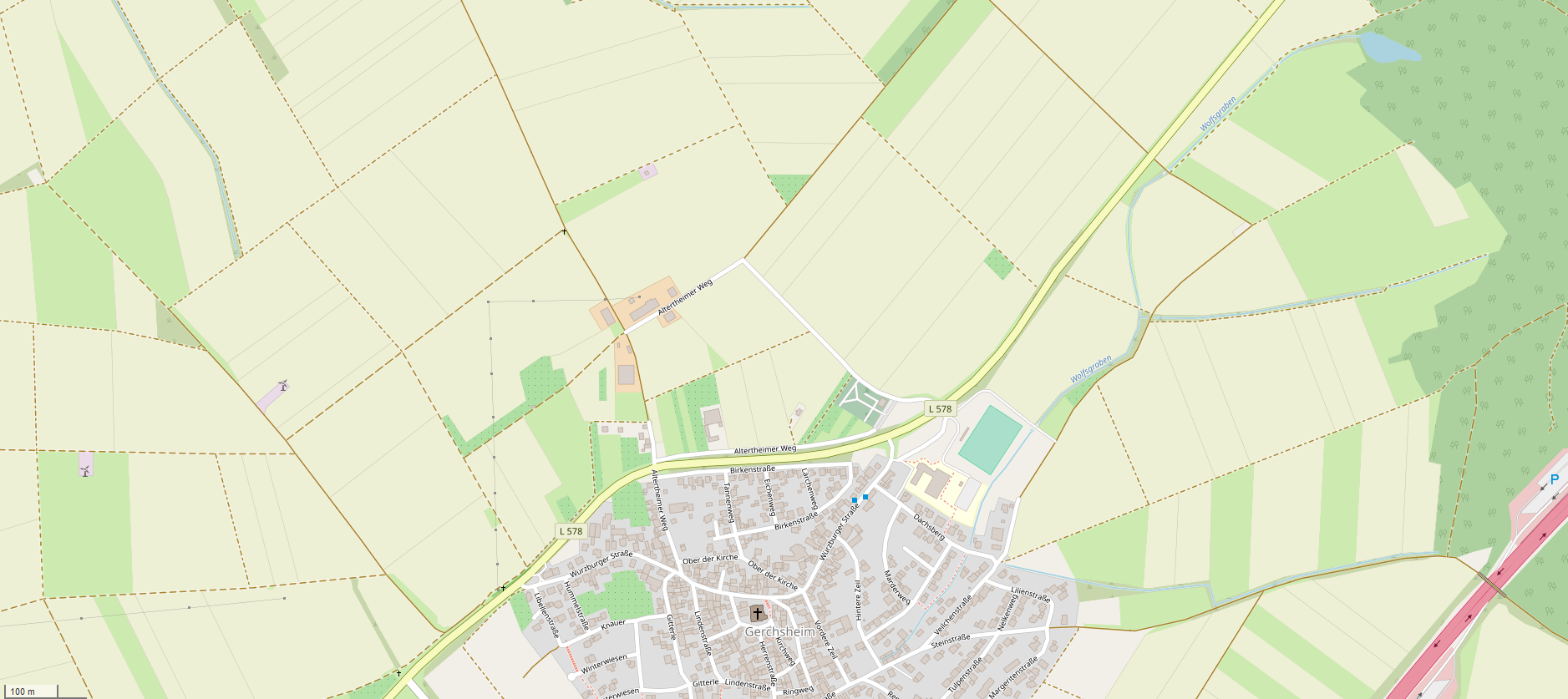
Lage des Wohnplatzes Altertheimer Weg nördlich von Gerchsheim.

Der Wohnplatz Altertheimer Weg befindet sich etwa 250 Meter nördlich des Dorfes Gerchsheim, von dem er durch die L 578 getrennt wird. Etwa 2,5 Kilometer nordwestlich des Wohnplatzes befindet sich der unterfränkische Ort Oberaltertheim der Gemeinde Altertheim, der über einen Wirtschaftsweg zu erreichen ist.

## Kleindenkmale
Die folgenden beiden Kleindenkmale befinden sich nördlich und südlich in unmittelbarer Nähe des Wohnplatzes:
- Kleindenkmal Nr. 08 (Gerchsheim): Steinkreuz, Gekreuzigter Christus, von 1953. Sockelplatte mit geschwungenem Sockel, darauf ein Steinkreuz mitgekreuzigtem Christus. Inschrift: gekreuzigter Herr Jesus erbarme dich unser.
- Kleindenkmal Nr. 09 (Gerchsheim): Bildstock, Schmerzhafte Mutter, von 1905. Der Bildstock besteht aus einer Sockelplatte mit Sockel, darauf ein Schaft mit einer Kleinstatue Hlg. Josef mit Inschrift, wiederum darauf ein Kapitell mit Jesus, Maria und Johannes nach der Kreuzabnahme. Inschrift: Auf Kapitell: Schmerzhafte Mutter, bitt für uns! Inschrift auf Schaft: Hl. Joseph, bitt für uns! auf Vorderseite des Sockels: Zu Ehren der schmerzhaften Mutter Gottes des gekreuzigten Heilandes und zum Troste der armen Seelen betet ein Vater unser. Sockel Linke Seite: Errichtet durch Martin Fischer und dessen Ehefrau Eva. 1905 Sockel Rechte Seite: A. Reinhart. Bütthard (vermutlich der Steinmetz).

## Verkehr
Der Wohnplatz ist aus südlicher und östlicher Richtung jeweils über die gleichnamige Straße Altertheimer Weg zu erreichen. Über den Altertheimer Weg besteht ein unmittelbarer Anschluss an die L 578, die an Gerchsheim vorbeiführt und den Wohnplatz Altertheimer Weg (nördlich gelegen) vom Dorf Gerchsheim (südlich gelegen) trennt.